# Gemologie

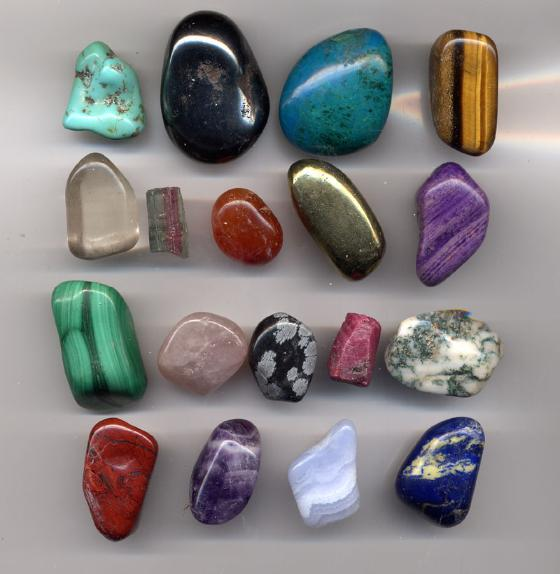
různé druhy drahých kamenů vybroušených do oblázků

Gemologie je věda zabývající se drahými kameny. Jedná se o aplikovanou mineralogii, která zkoumá vznik, lokaci, vlastnosti a technologie zpracování přírodních materiálů - drahokamů a polodrahokamů. Zaměřuje se na jejich identifikaci a rozlišení od umělých (syntetických) kamenů.
Gemologická laboratoř může odhalit zda je diamant přírodní, či syntetický.
S gemologií také souvisí certifikace drahých kamenů. Certifikát nezávislé laboratoře (v ČR např. Česká Gemologická laboratoř) je zárukou přírodního původu kamene a jeho parametrů, které se např. u diamantu dají přesně změřit.